# Стефан Станчев (журналист)
Стефан Бонев Станчев е български журналист.

## Биография
Роден е на 14 юни 1914 г. в Разград. През 1940 г. завършва право в Софийския университет. От 1952 г. е преподавател по журналистика, а през 1961 г. е избран за професор. В периода 1974 – 1979 г. е декан на Факултета по журналистика в Софийския университет. От 1944 до 1957 г. е секретар, редактор, заместник главен редактор, а през 1950 – 1952 и 1956 – 1957 г. – главен редактор на вестник „Отечествен фронт“. Автор е на книгите: „Младежта и науката“ (1938), „Теория и практика на печата“ (1960), „Обща теория на журналистиката“ (1971). Умира на 5 юни 1989 г.